# Polichalur
Polichalur é uma vila no distrito de Kancheepuram, no estado indiano de Tamil Nadu.

## Demografia
Segundo o censo de 2001,  Polichalur  tinha uma população de 15,329 habitantes. Os indivíduos do sexo masculino constituem 51% da população e os do sexo feminino 49%. Polichalur tem uma taxa de literacia de 78%, superior à média nacional de 59.5%: a literacia no sexo masculino é de 84% e no sexo feminino é de 73%. Em Polichalur, 11% da população está abaixo dos 6 anos de idade.